# Lista de praias dos Açores
Esta é uma lista das principais praias nas Ilhas dos Açores.

## Ilha do Corvo

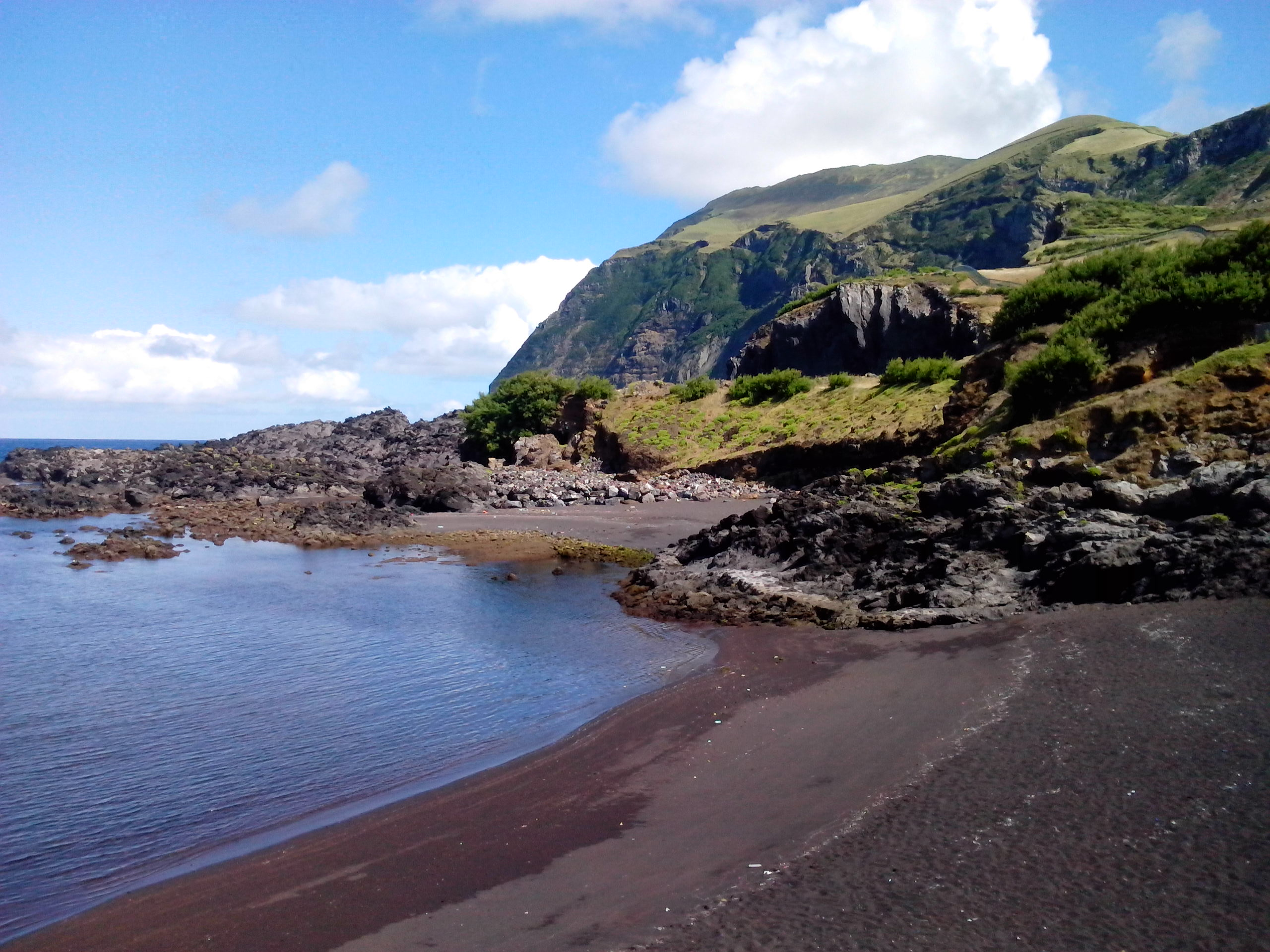
A principal praia da ilha, o Portinho da Areia, já foi um pequeno porto de areia, daí seu nome

- Portinho da Areia

## Ilha das Flores
- Piscinas naturais de Santa Cruz das Flores

## Ilha do Faial

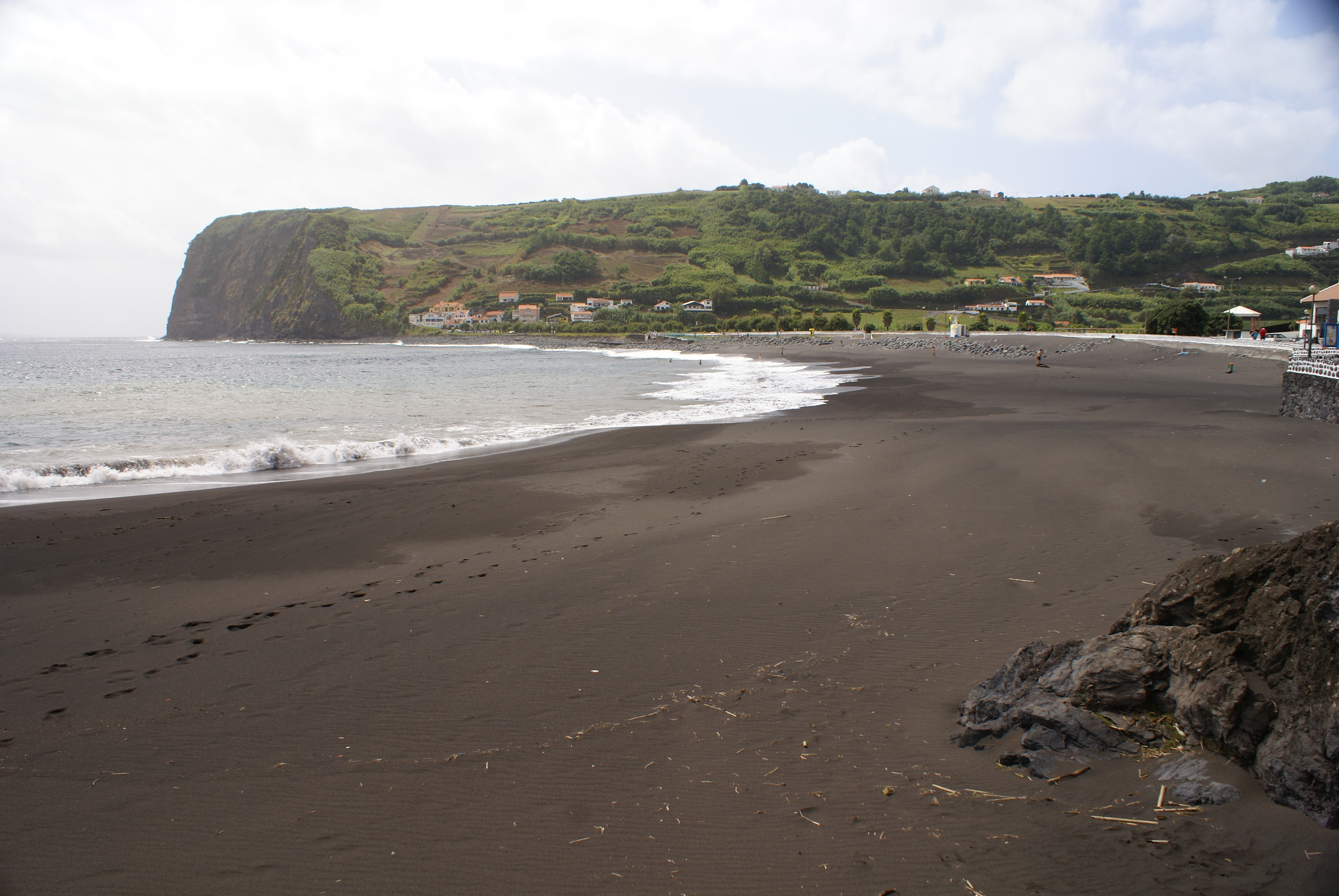
The black sand of the beach of Praia do Almoxarife

- Praia do Almoxarife
- Praia do Varadouro
- Praia do Norte
- Praia da Conceição
- Praia da Feteira
- Praia de Porto Pim

## Ilha do Pico
- Areia Funda
- Fonte
- Formosinha
- Praia da Laje do Vigário
- Praia Arcos
- Praia da Areia Larga
- Praia da Baía das Lajes
- Praia da Baía de Canas
- Praia da Barca
- Praia do Cabrito
- Praia da Maré
- Praia da Poça das Mujas
- Praia das Poças da Manhenha
- Praia da Baixa da Ribeirinha
- Prainha do Galeão

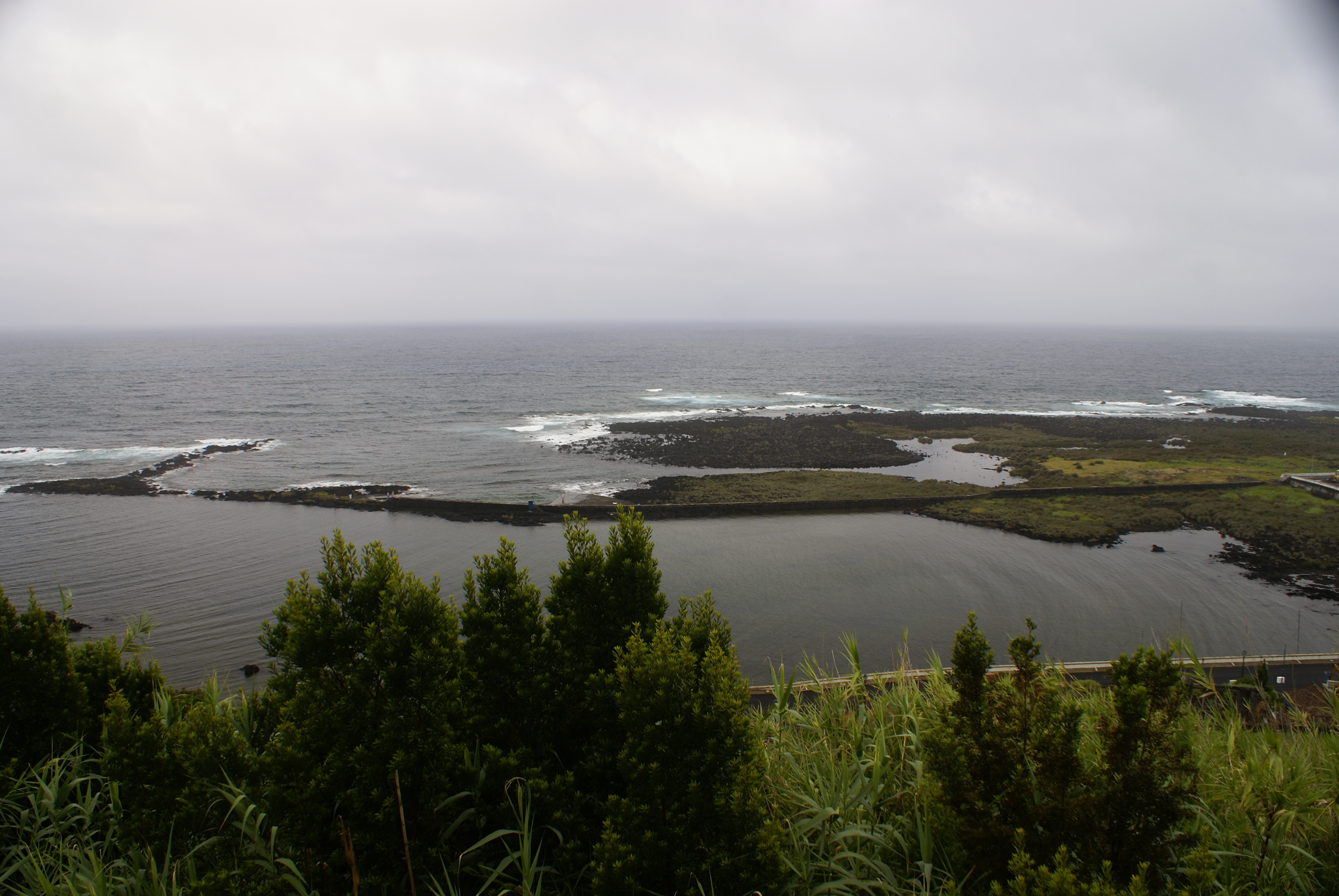
As piscinas de maré da Baía das Lajes, um local de uso múltiplo para recreação e proteção de espécies marítimas migratórias

- Piscinas Naturais da Furna de Santo António
- Zona de Lazer da Poça Branca
- Zona Balnear e de Lazer das Arinhas

## Ilha Graciosa
- Praia de São Mateus
- Zona Balnear do Barro Vermelho
- Zona Balnear do Carapacho
- Zona Balnear de Santa Cruz

## Ilha Terceira
- Praia dos Biscoitos (Baía)
- Praia das Cinco Ribeiras (Baía)
- Praia das Escaleiras
- Praia Grande
- Praia dos Oficiais
- Praia do Negrito (Baía)

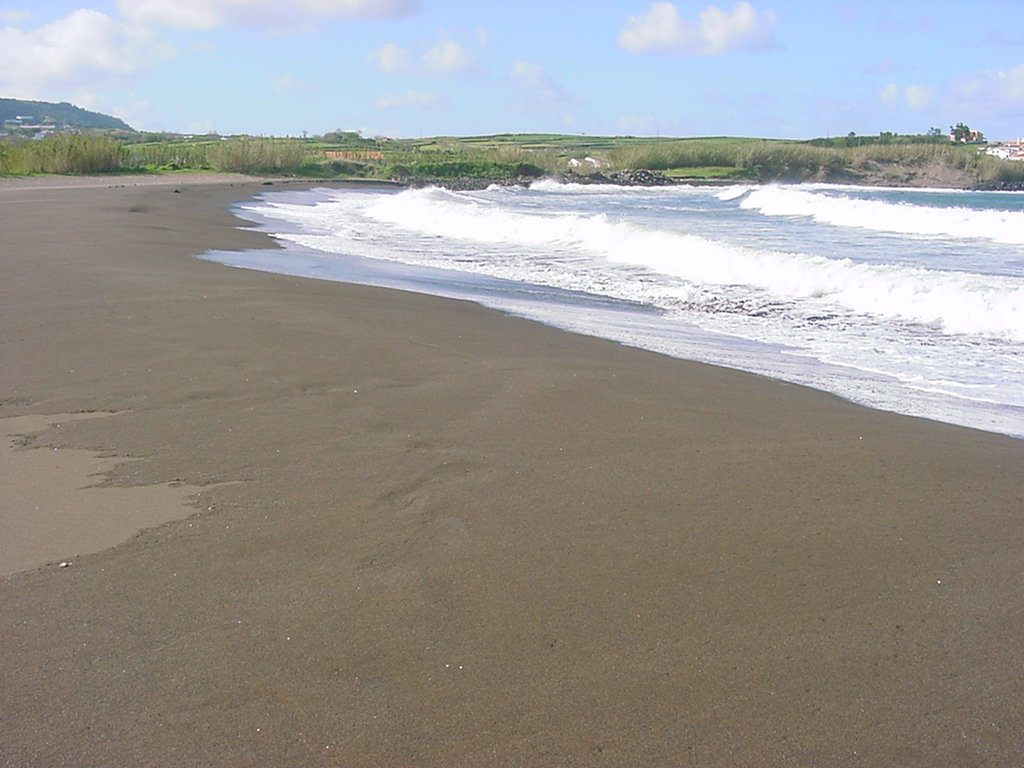
Praia da Riviera, Praia da Vitória, ilha Terceira, Açores.

- Praia do Porto Martins (piscinas naturais)
- Zona Balnear das Quatro Ribeiras (Baía)
- Praia da Salga
- Baía do Refugo
- Praia dos Sargentos
- Praia da Silveira (Baía)
- Praia Grande
- Prainha
- Baía de Villa Maria (Baía)
- Praia das Mercês (Baía)
- Baía do Fanal
- Praia dos Salgueiros (Baía)
- Praia da Riviera
- Praia das Portas da Prata
- Porto da Vila Nova
- Alagadouros (Biscoitos)
- Fanal (Baia)
- Cais da Figueirinha
- Poça dos Frades

## Ilha de São Miguel
- Praia do Lombo Gordo
- Praia Moinhos
- Praia da Caloura
- Praia da Milícias
- Praia dos Mosteiros
- Praia do Pópulo
- Praia de São Roque
- Praia do Fogo
- Praia das Calhetas
- Praia do Porto de Maio
- Praia do Rabo de Peixe
- Praia de Água de Alto
- Praia de Corpo Santo
- Praia do Ilhéu de Vila Franca
- Praia da Rainha
- Praia da Vinha da Areia
- Praia do Degredo
- Praia de Santa Bárbara
- Zona Balnear da Lagoa
- Praia dos Trinta Reis
- Praia da Amora
- Praia da Povoação
- Praia da Baixa da Areia
- Praia Leopoldina
- Praia do Corpo Santo
- Praia da Viola
- Praia de São Pedro
- Praia da Pedreira
- Prainha de Água de Alto

## Ilha de São Jorge
- Praia das Velas
- Praia da Preguiça
- Praia do Porto dos Terreiros (Baía)
- Cais da Fajã das Almas
- Poça Simão Dias
- Cais da Fajã do Ouvidor

## Ilha de Santa Maria

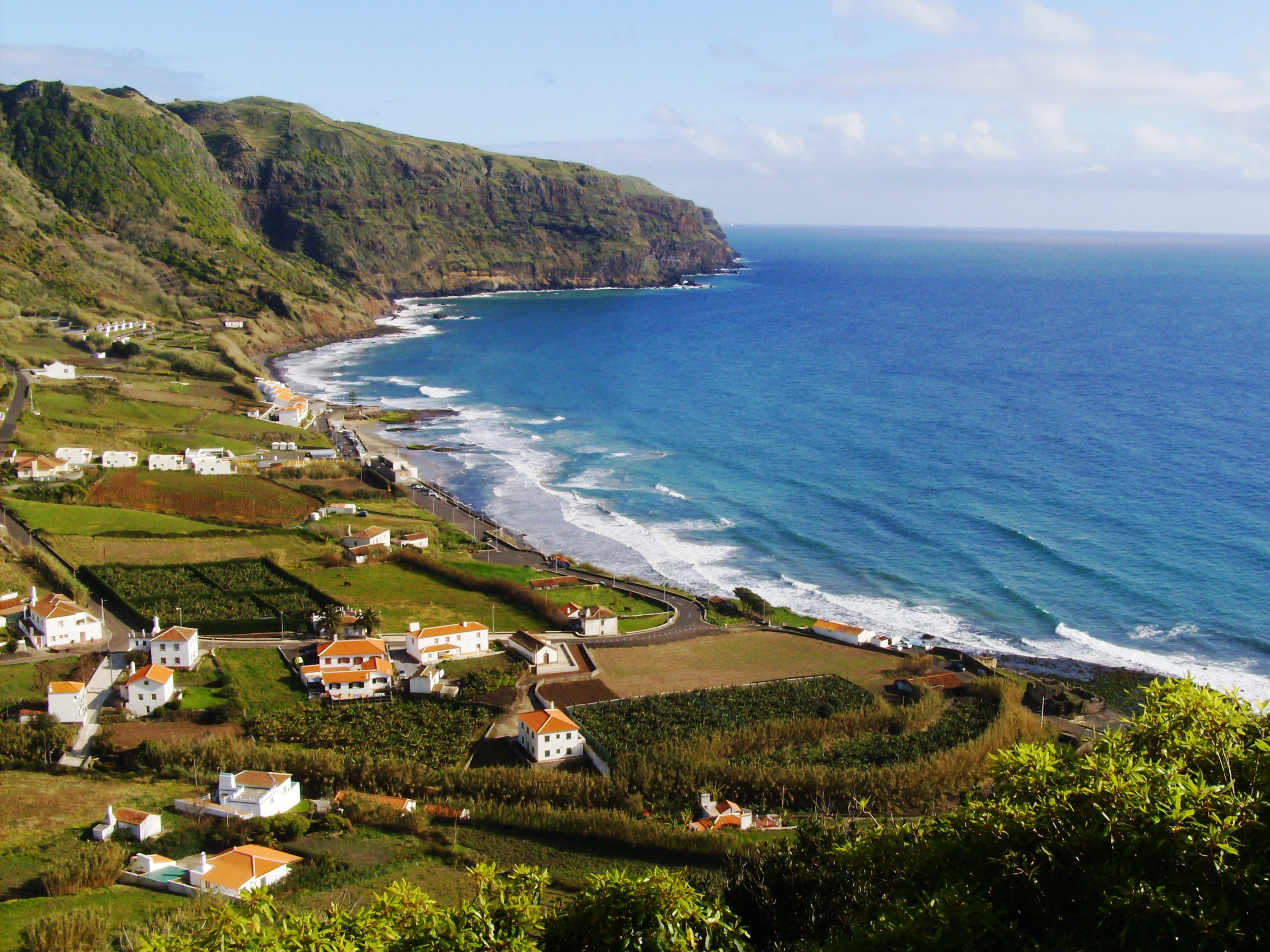
A vista panorâmica da Praia Formosa, a maior praia de areia branca do arquipélago dos Açores

- Praia Formosa
- Praia da Maia
- Praia de São Lourenço
- Praia dos Anjos